# ADCC Submission Fighting World Championships 2001
IV Mistrzostwa Świata ADCC – czwarta edycja największego turnieju submission fightingu na świecie, która odbyła się w dniach 11–13 kwietnia 2001 roku w Abu Zabi (Zjednoczone Emiraty Arabskie).

## Wyniki
| Kategoria:  | Złoto:                | Srebro:                      | Brąz:                  |
| 65 kg       | Royler Gracie         | Barret Yoshida               | Robson Moura           |
| 77 kg       | Márcio Feitosa        | Matt Serra                   | Leonardo Silva         |
| 88 kg       | Sanae Kikuta          | Saulo Ribeiro                | Antônio Schembri       |
| 99 kg       | Ricardo Arona         | Ricardo Almeida              | Alexandre Ferreira     |
| ponad 99 kg | Mark Robinson         | Jeff Monson                  | Márcio Ribeiro         |
| Absolute    | Ricardo Arona (99 kg) | Jean Jacques Machado (77 kg) | Vitor Belfort (+99 kg) |

### "Super walka"
- Mark Kerr vs  Mário Sperry – zwycięstwo Kerra na punkty po 30 minutach walki